# Vagenatha spinosa
Vagenatha spinosa är en stekelart som beskrevs av Cameron 1901. Vagenatha spinosa ingår i släktet Vagenatha och familjen brokparasitsteklar. Inga underarter finns listade i Catalogue of Life.